# Ветчи (остановочный пункт)
Ветчи — остановочный пункт Большого кольца Московской железной дороги в Петушинском районе Владимирской области. Расположен в 1 км от деревни Ветчи Нагорного сельского поселения. Остановочный пункт расположен на двухпутном электрифицированном участке железной дороги. Представлен двумя низкими боковыми посадочными платформами, расположенными друг напротив друга. Турникетов нет. Платформа расположена в лесу, в непосредственной близости к остановочному пункту находятся садовые участки «Сосновый бор-7» и СНТ «Ветчи».
Посадка и высадка пассажиров на (из) поездов пригородного и местного сообщения. Прием и выдача багажа не производятся.

## Расписание электропоездов
На остановочном пункте имеют остановку все пригородные электропоезда сообщением Александров I — Куровская и обратно, а также  до Орехово-Зуево. По состоянию на май 2019 года курсируют 8 пар поездов в сутки ежедневно; время в пути от/до станции Александров составляет от 1 часа 3 минут до 1 часа 11 минут, от/до станции Орехово-Зуево от 21 до 25 минут. 
- Расписание пригородных поездов. Яндекс.Расписания.